# Rose Lavelle
Rosemary Kathleen Lavelle, född den 14 maj 1995 i Cincinnati, Ohio, är en amerikansk fotbollsspelare (mittfältare) som spelar för Washington Spirit och USA:s fotbollslandslag. Hon har tidigare spelat för bland annat Boston Breakers. Lavelle var en del av den amerikanska trupp som spelade VM i Frankrike år 2019. Hon gjorde totalt 3 mål i turneringen. Två i öppningsmatchen mot Thailand och ett i finalen mot Nederländerna. Efter turneringens slut så tilldelades hon Bronze Ball som pris för tredje bästa spelare i VM.